# Kristin Amparo
Kristin Viktoria Amparo Sundberg, född 15 juni 1983 i Cali i Colombia, är en svensk sångare och låtskrivare.

## Biografi
Kristin Amparo adopterades till Sverige från Cali i Colombia vid fem månaders ålder och växte upp på Lidingö. Redan som barn uppmärksammades hon för sin sång och började vid 10-årsåldern vid Adolf Fredriks musikklasser. Efter gymnasiet turnerade hon Sverige runt tillsammans med Oskar Linnros och Daniel Adams-Ray. Hon har studerat vid flera folkhögskolor och vid Kungliga Musikhögskolan i Stockholm. Under gymnasietiden fick hon erbjudanden om skivkontrakt men tackade nej, då hon inte kände sig redo. 
Hon anmälde sig till TV4:s talangprogram X Factor Sverige 2012, varigenom hon blev synlig för en bredare publik. 
Hon har efterhand rört sig alltmer mot jazz och soulmusik men sjunger inom många olika musikstilar, som i punkduon STRIKE, i tolvmannabandet Combo De La Musica och i det kvinnliga musikkollektivet Femtastic. Hon har också sjungit i sitt Kristin Amparo Band och Lakitty samt tillsammans med bland andra Cleo, Nina Persson och Charlotte Perrelli.
Stor framgång väckte samarbetet med Albin med listhiten "Din soldat" sommaren 2014 och John de Sohn med "Dance Our Tears Away", som förutom listframgångar också är signaturmelodi till TV4:s Let's Dance. Sommaren 2014 blev hon tämligen unik genom att uppträda i Allsång på Skansen två gånger samma sommar: först med Albin och i ett senare program med John de Sohn. Samma sommar uppträdde hon med Albin på Pridefestivalen, med John de Sohn på Världens barn-galan i SVT den 3 oktober 2014 och i Så ska det låta 2015 tillsammans med Jasmine Kara. 

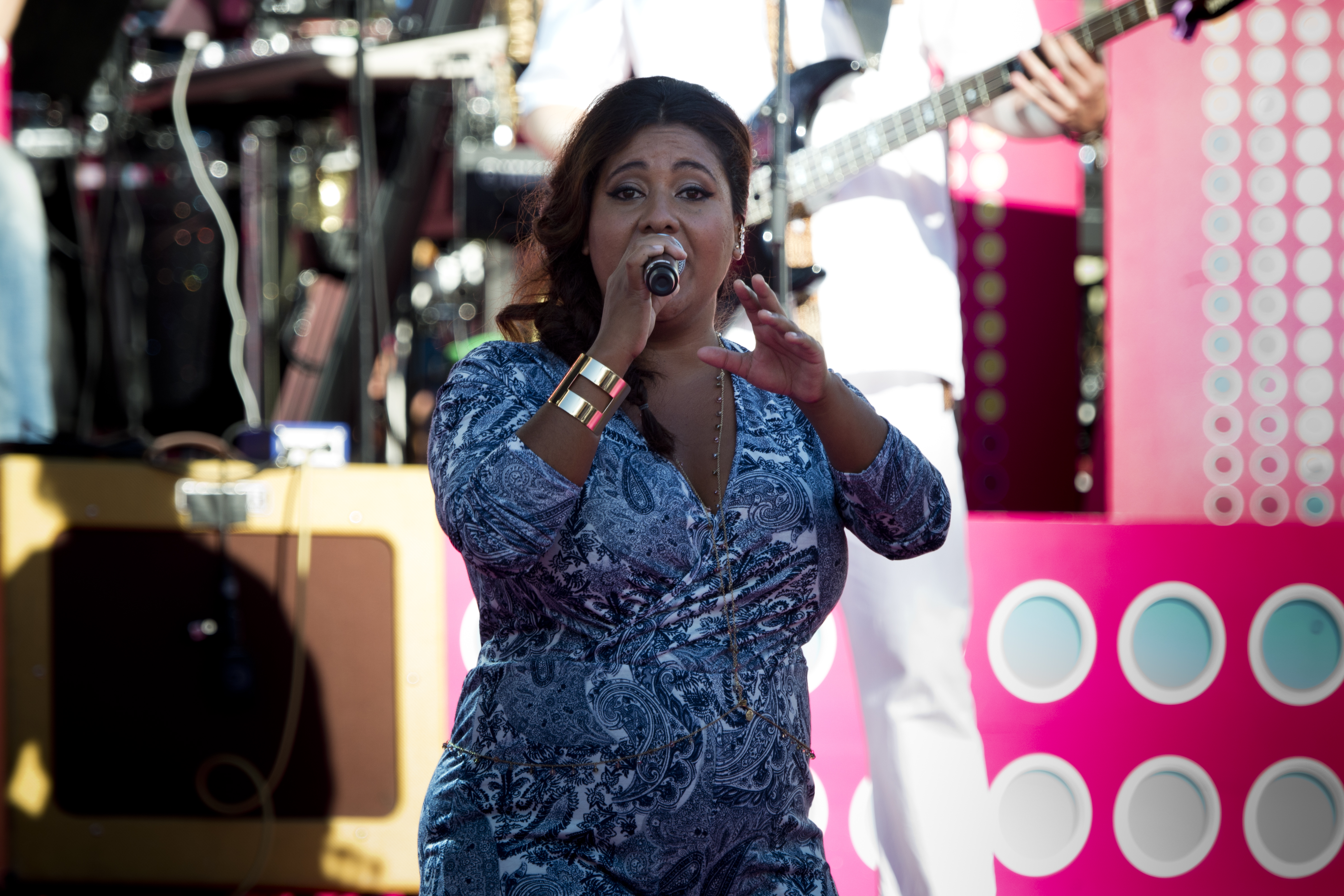
Kristin Amparo.

Hon var en av nyckelpersonerna för den stora musikutbytessatsningen KWAAI mellan Sverige och Sydafrika 2013.
Den 25 januari 2015 släppte hon och Cleo EP:n Vem e han.
Hon deltog som soloartist i Melodifestivalen 2015 med låten "I See You" skriven tillsammans med Fredrik Kempe och David Kreuger. Hon gick till Andra chansen men blev utslagen i röstningsduellen mot Hasse Andersson. Den kritikerrosade låten tillbringade två veckor på Sverigetopplistan och nådde som bäst plats 40.

## Utmärkelser
Amparo fick 2009 Alice Babs Jazzstipendium för "innerliga tolkningar och djärv improvisationskonst över ett brett stilistiskt spektrum".

## Diskografi
- 2015 – Vem e han (med Cleo)
- 2015 – I See You / On a Sunny Day / Deep Wounds Bleed / All of My Life
- 2015 – A Dream (debutalbum)